# 河隄都尉
河隄都尉（かていとい）は、古代中国の前漢時代に置かれた官職である。鴻嘉4年（紀元前17年）に黄河の洪水被害を視察した許商が河隄都尉であった。治水のために臨時に置かれたと推測される。他の例は知られない。